# Sphaerocarpaceae
Sphaerocarpaceae är en familj av bladmossor. Sphaerocarpaceae ingår i ordningen Sphaerocarpales, klassen levermossor, divisionen bladmossor och riket växter. Enligt Catalogue of Life omfattar familjen Sphaerocarpaceae 6 arter.
Kladogram enligt Catalogue of Life:
| Sphaerocarpaceae | \| \| Geothallus \| \| \| \| \| \| Sphaerocarpos \| \| \| \| |
|                  | \| \| Geothallus \| \| \| \| \| \| Sphaerocarpos \| \| \| \| |
|                  | Riellaceae                                                   |
|                  |                                                              |
|                  | Geothallus                                                   |
|                  |                                                              |
|                  | Sphaerocarpos                                                |
|                  |                                                              |

|  | Geothallus    |
|  |               |
|  | Sphaerocarpos |
|  |               |

## Bildgalleri

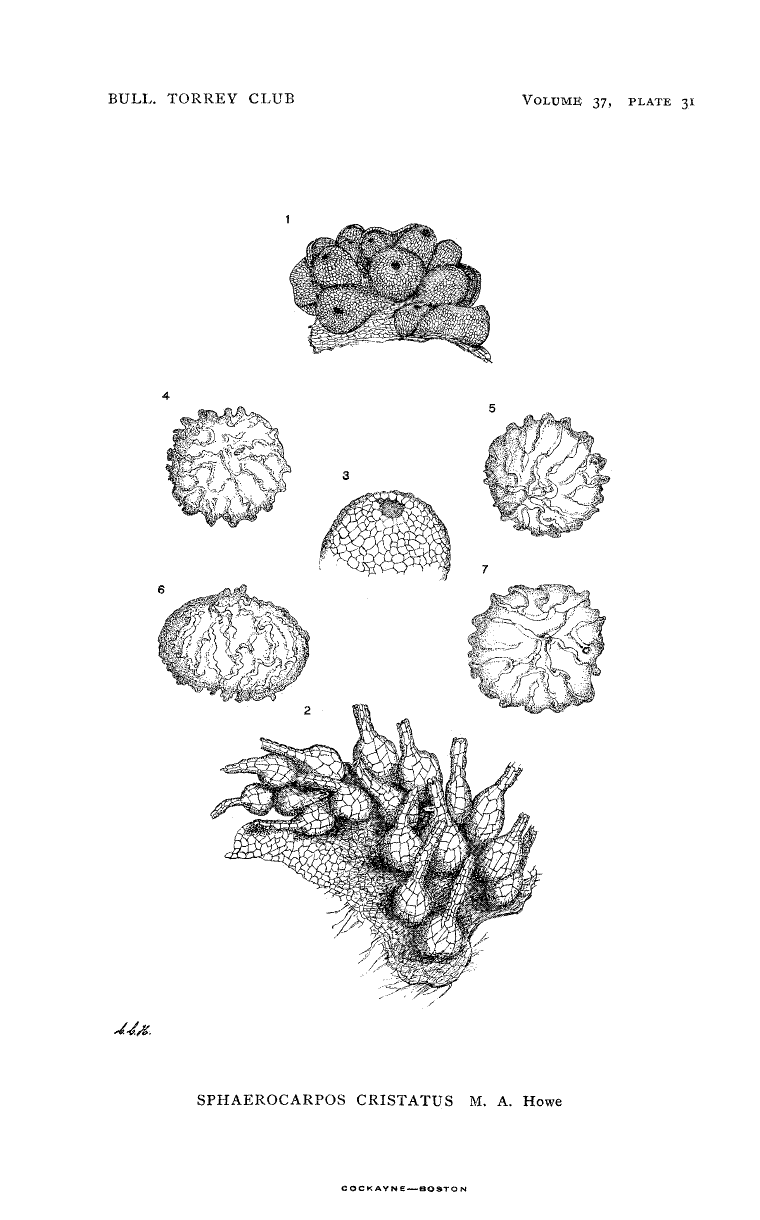
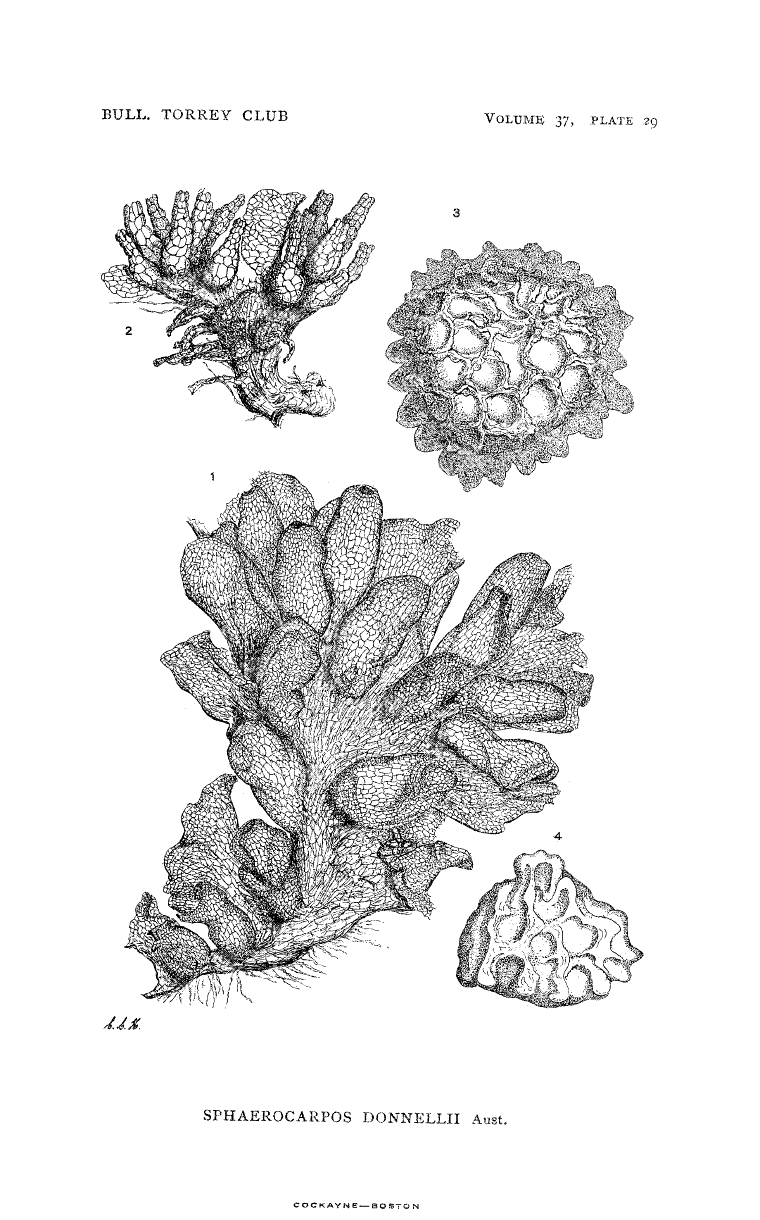
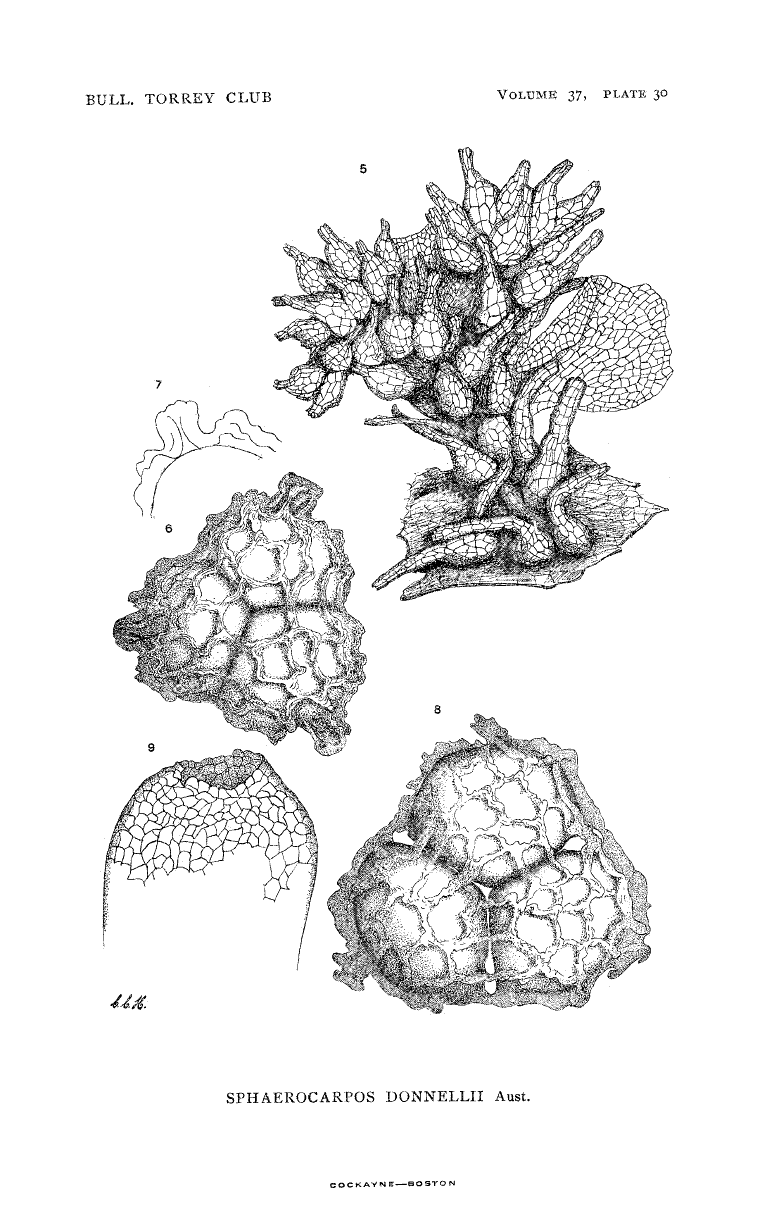
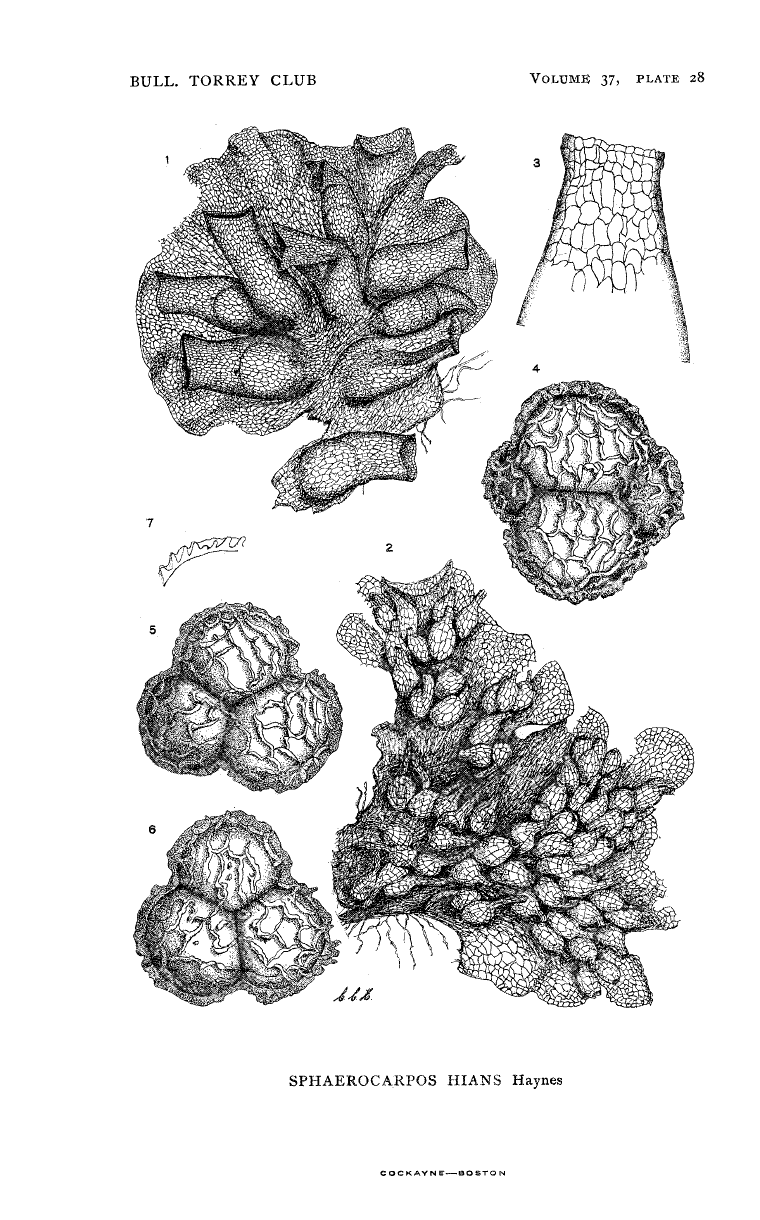
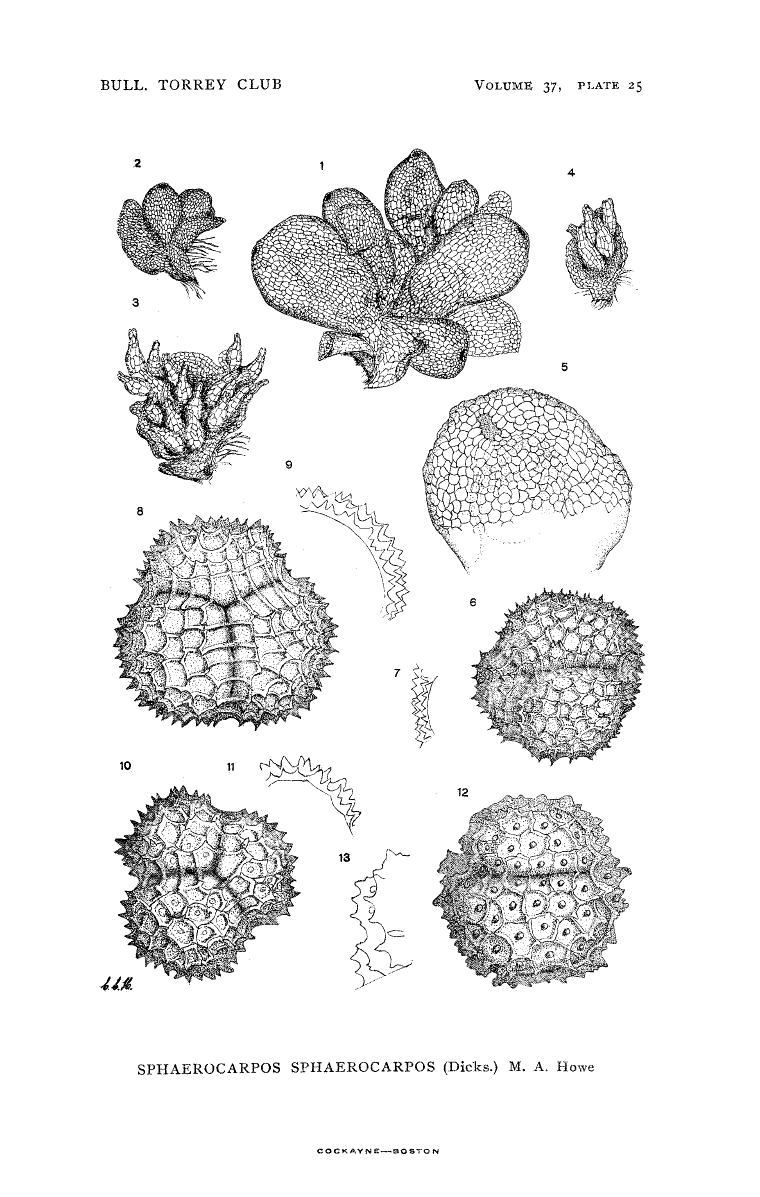
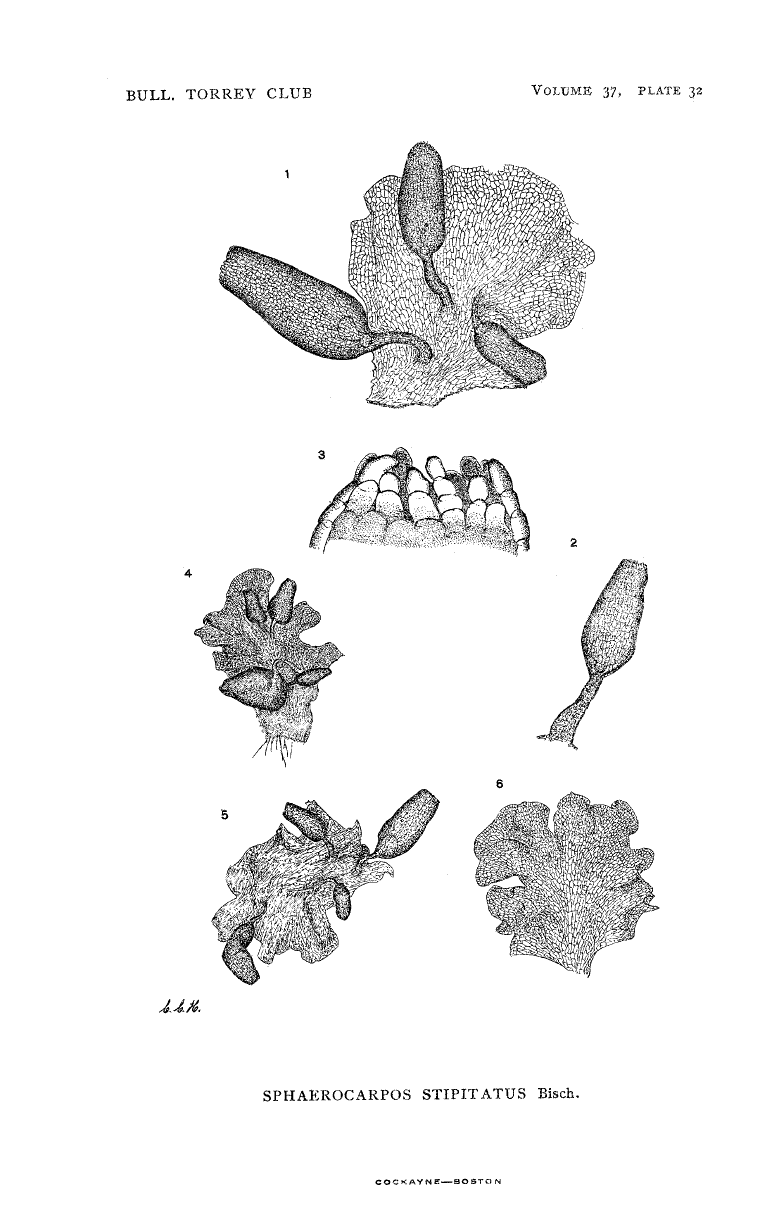